# بر کریک (فلوریدا)
بر کریک (به انگلیسی: Bear Creek) یک منطقهٔ مسکونی در ایالات متحده آمریکا است که در شهرستان پاینلاس، فلوریدا واقع شده‌است. بر کریک ۱٫۱ کیلومتر مربع مساحت و ۱٬۹۴۸ نفر جمعیت دارد و ۲٫۴۴ متر بالاتر از سطح دریا قرار دارد.